# Die Passion der Beatrice
Die Passion der Beatrice (Originaltitel La passion Béatrice) ist ein Film des Regisseurs Bertrand Tavernier und entstand 1987 an Schauplätzen in Italien und Frankreich. Er zählt zum Genre des Dramas. In den Hauptrollen des Films sind Bernard-Pierre Donnadieu, Julie Delpy, Nils Tavernier und Monique Chaumette zu sehen. Beatrice, die Titelfigur des Films, wartet sehnsüchtig auf die Rückkehr von Vater und Bruder aus der englischen Gefangenschaft. Wie soll sie auch ahnen, dass der Mann, der zurückkehrt, nichts mehr mit dem Mann zu tun hat, den sie kannte. Zurück kommt der hasserfüllteste Mensch, den man sich nur denken kann, der ihre Familie aber vor allem sie selbst jeder nur denkbaren Demütigung aussetzen wird.
Nach eigenen Aussagen wollte Tavernier kein wissenschaftlich exaktes Bild des Mittelalters zeigen. Vielmehr ging es ihm um die
Vision einer finsteren Epoche, in der sich die Protagonisten behaupten müssen; einer grausamen Welt, die sich zwischen Barbarei und Zivilisation entscheiden muss.

## Eröffnung
Dem Film vorangestellt sind folgende Worte: „Die Passion der Beatrice ist weniger ein tiefenpsychologisches Werk als ein Film mit hoher emotionaler Dichte. Die Charaktere in diesem Film lassen sich ausschließlich von ihren Trieben leiten. Ihre Welt ist gleichermaßen riesig und grausam, heimgesucht von den Mächten des Jenseits, eine Welt, in der Geheiligtes und Barbarei dicht beieinander liegen. Es sind schutzlose, nackte Wesen, Besessene und zu sehr gebeutelt von den Kräften des Guten und des Bösen, um Schattierungen oder Hell-Dunkel-Nuancen überhaupt wahrnehmen zu können. Es sind wilde Kinder. Sie sind, was wir nur nachts in unseren Träumen sind. Sie sind unser Unbewusstes.“

## Handlung
Im mittelalterlichen Frankreich verlässt ein Ritter und Edelmann sein Zuhause, um im Hundertjährigen Krieg zwischen Frankreich und England zu kämpfen. Bevor er geht übergibt er seinem Sohn François de Cortemart ein Kurzschwert und trägt ihm auf, damit nötigenfalls seine Mutter und deren Tugend zu schützen. Als der zehnjährige François eines Tages seine Mutter in deren Schlafzimmer mit einem Mann überrascht, setzt er das vom Vater erhaltene Schwert ein und tötet den Liebhaber seiner Mutter. Diese Tat verändert den Jungen jedoch mit unabsehbaren Folgen, einerseits wird er von Schuldgefühlen geplagt, andererseits ist das Verhältnis zu seiner Mutter nun geprägt von Feindseligkeit und Ablehnung. Ein Trauma, das er allein nicht verarbeiten kann, sondern in sich hineinfrißt. Sein Glaube an eine göttliche Ordnung hat plötzlich keinen Bestand mehr, er hadert mit Gott und überträgt diese Wut auf Frauen. Auch muss er ohne die Liebe seiner Mutter aufwachsen, die ihm die grausame Tat nicht verzeihen kann. Der Vater kehrt nicht aus dem Krieg zurück.
Viele Jahre später zieht François de Cortemart dann selbst in den Krieg. Sein Sohn Arnaud begleitet ihn. Während seiner Abwesenheit kümmert sich seine Tochter Béatrice, ein sanftes und liebevolles Mädchen, um die Burg und deren Gesinde und um die Bedürfnisse ihrer Mutter, der es nicht gegeben ist, Verantwortung insoweit zu übernehmen. Die Familie lebt zwar in einer schlossartigen Burg, das Gebäude ist aber eher ein Grab aus Schatten und Stein als ein wirkliches Zuhause. Bèatrice verliert jedoch nicht den Mut. Sie freut sich bereits auf den Tag, an dem die Stimme ihres Vaters wieder durch die Burgmauern hallt und sie ihren Bruder wieder in die Arme schließen kann. Und tatsächlich nach vier Jahren im Krieg, in denen sie 1346 in der Schlacht bei Crécy von den Engländern gefangen genommen wurden, kehren François und Arnaud de Cortemart in den Familiensitz zurück. Béatrice musste dafür ein von den Engländern gefordertes beträchtliches Lösegeld aufbringen, was nur durch die Veräußerung größerer Ländereien und des gesamten Interieurs der heimatlichen Burg möglich war, da es auf Rittersitzen kaum Bares gibt. Die verkauften Äcker lagen sowieso schon lange brach. Bedingt durch den langen Krieg und die Pest, war niemand mehr da der das Land bewirtschaften konnte. Das heißt, dass die Cortemarts auch kaum noch Pachteinnahmen hatten, Geld war überall Mangelware. Beatrice hatte sich gern von dem Besitz getrennt, um Vater und Bruder den Weg zurück in die Heimat zu ermöglichen.
Die Zeit, in der er als hartgesottener Krieger um sein Leben kämpfen musste, hat François de Cortemart jedoch verändert. Sein nicht verarbeitetes Trauma hat wieder Besitz von ihm ergriffen und Gott hat er nun ganz und gar abgeschworen. Es gelingt François nicht mehr, die Erinnerung an jenen schrecklichen Tag vor langer Zeit, an dem er entdeckte, dass seine Mutter eine Ehebrecherin ist, beiseitezuschieben. Sein Geist ist inzwischen so umnebelt, dass er den Dämonen in seinem Inneren freien Lauf lässt, und beginnt, alle die um ihn herum sind, zu schikanieren. Auch das Dorf, in dem er lebt, bleibt von seinen Ausbrüchen nicht verschont. Arnaud, der in den Augen seines Vaters auf dem Schlachtfeld bitter versagt und sich sogar ohne Gegenwehr gefangen nehmen lassen hat, bekommt die Verbitterung des Vaters über die demütigende Niederlage unmittelbar zu spüren. Sein Vater zwingt ihn, Frauenkleider zu tragen und zur Beute einer Jagd zu werden, an deren Ende Arnauds Vergewaltigung steht. Doch auch die anderen Bewohner der Burg einschließlich der Mutter des Ritters versetzt dieser in Angst und Schrecken. Seine Verachtung über sein eigenes Versagen überträgt François de Cortemart auf seine gesamte Umgebung und behandelt seine Untertanen unglaublich unmenschlich. So fällt er über seine Mägde ganz wie es ihm beliebt her. Ein anderes Mal reißt er seiner Mutter den Schmuck vom Hals und schenkt ihn seiner Maîtresse, nur um die Mutter zu demütigen. Auch tut er sich mit einigen Spießgesellen zusammen, mit denen er sich gemeinsam als Raubritter, Brandschatzer und Plünderer betätigt.
An den Codex des Rittertums und seinen Schwur anlässlich seines Ritterschlages, der unter anderem besagt, die Ehre der Frauen zu schützen, fühlt er sich schon lange nicht mehr gebunden. Da François de Cortemart kein dummer Mann ist, sondern im Gegenteil, jemand der sich viele Gedanken macht, stürzt er sich während eines Plünderungszuges in eine brennende Kate, um sein von ihm als sinnlos und leer empfundenes Dasein zu beenden. Einer seiner Kumpanen rettet ihn jedoch sozusagen im letzten Moment. Das ist der Beginn vom Ende.
Während ihr Vater immer tiefer in die Verderbtheit abtriftet, ist es Béatrice, die am meisten unter dem Verhalten ihres Vaters leidet. Er ist nicht mehr der Mann, den sie zurückgesehnt und angebetet hat. Cortemarts Begierde richtet sich immer mehr auf seine schöne junge Tochter, die er besitzen will und in einem inzestuösen Akt brutal vergewaltigt und ihrer Jungfernschaft beraubt, das zur Ritterzeit wertvollste Kapital einer jungen Dame. Er äußert sogar die Absicht, sie heiraten zu wollen. Als Beatrice feststellt, dass sie schwanger vom eigenen Vater ist, bittet sie ihren Bruder, ihr in den Bauch zu treten, in der Hoffnung, eine Fehlgeburt zu erleiden.
Béatrice ahnt, dass sie etwas tun muss, damit ihr Vater sie und die Menschen um ihn herum nicht noch völlig zerstört. Und sie bringt diesen Mut auf, auch diesen letzten Schritt zu gehen. An diesem entscheidenden Tag sieht Béatrice das Unheil, das ihr Vater überall anrichtet, besonders deutlich, als sie dann auch noch ihre Elster vom Vater mit dem Kurzschwert getötet, mit dem sein Trauma begann, erstochen vorfindet, weiß Béatrice, das sie handeln muss. Als sie zu ihrem Vater mit dem Schwert in der Hand geht, weiß er, was sie tun wird. Er erklärt sogar indirekt sein Einverständnis und zeigt ihr die Stelle, wo sie zustechen soll. Und so geschieht es in dem Moment, als ihr Vater meint, er glaube an nichts, weder an die Dreifaltigkeit, noch an einen Sohn Gottes, denn, wenn er es zulasse, dass er im Körper einer Frau geboren werde… in diesem Moment erfolgt der tödliche Stich. Wie versteinert wendet Béatrice sich einer Statue einer Heiligen zu und umfasst mit ihren blutverschmierten Händen deren Gesicht.

## Produktion

### Produktionsnotizen
Produziert wurde der Film von Cléa Productions, koproduziert von AMLF, TF1, Films Production, Les Films de la Tour, Little Bear und Scena Film unter Beteiligung von Centre national du cinéma et de l’image animée, unterstützt von Images Investissements und Investimage. In Deutschland erfolgte der Vertrieb 2015 über Pidax Film.

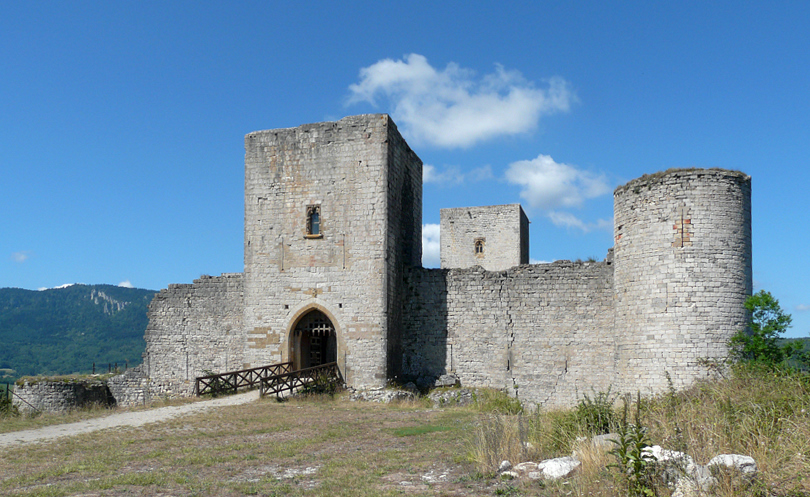
Château de Puivert; Hauptdrehort des Films

Die Dreharbeiten zum Film fanden im Château de Puivert, einem echten Schloss aus dem 12. Jahrhundert und ein historisches Denkmal, im Département Aude in Südmittelfrankreich statt.

### Hintergrund
Taverniers ehemalige Frau Colo Tavernier schrieb das Drehbuch zum Film, beider Sohn, Nils Tavernier, spielte die Rolle des Arnaud.
Im Film erklingt mehrfach das Requiem Pie Jesu, „Domine dona eis requiem, requiem sempiternam“ (Gütiger Jesus, Herr, gib ihnen Ruhe, ewige Ruhe).
Der Hundertjährige Krieg dauerte von 1337 bis 1453. Ein lehensrechtlicher Streit um die Besitzungen und die Rolle der englischen Könige als Herzöge von Aquitanien im Königreich Frankreich und der sich daran anschließende Streit um die Thronfolge in Frankreich zwischen dem englischen König Edward III. (Haus Plantagenet) und dem französischen König Philippe VI. (Haus Valois) bildeten den Hintergrund der Kampfhandlungen. Hinzu kam ein innerfranzösischer Konflikt um Macht und Einfluss zwischen den Parteien der Armagnacs und der Bourguignons. Letzten Endes waren es die Valois, die siegreich aus der langjährigen Auseinandersetzung hervorgingen.

### Veröffentlichung
In Frankreich wurde der Film am 11. November uraufgeführt, in Argentinien und Belgien im Februar 1988, in den Vereinigten Staaten in Los Angeles in Kalifornien im April 1988, in Italien im Juni 1988 und in Schweden im Oktober 1988. In New York in den Vereinigten Staaten kam der Film im März 1989 in die Kinos, in der Bundesrepublik Deutschland war das am 1. Juni 1989 der Fall und in Finnland im Februar 1990.
Veröffentlicht wurde der Film zudem in Bulgarien, Ungarn Japan, Polen, in der Sowjetunion, in Spanien und in der Türkei. Der Videotitel respektive der internationale Titel des Films in den Vereinigten Staaten lautet The Passion of Beatrice.
In Deutschland wurde der Film am 23. Juni 2015 vom Studio Pidax Film- und Hörspielverlag innerhalb der Reihe „Pidax Historien-Klassiker“ mit einer deutschen Tonspur auf DVD herausgegeben.

## Synchronisation
Die Synchronisation des Films erfolgte 1989 durch die Magma Synchron GmbH, Berlin; Dialogbuch und Dialogregie Joachim Kunzendorf.
- Bernard-Pierre Donnadieu als François Cortemart wurden gesprochen von Rolf Schult
- Julie Delphy als Beatrice wurde gesprochen von Dorette Hugo
- Nils Tavernier als Arnaud de Cortemart wurde gesprochen von Torsten Sense
- Monique Chaumette als Mutter von François wurde gesprochen von Dagmar Altrichter
- Robert Dhéry als Raoul wurde gesprochen von Friedrich Georg Beckhaus
- Michèle Gleizer als Hélène wurde gesprochen von Sonja Deutsch
- Maxime Leroux als Richard wurde gesprochen von Ulrich Gressieker
- Jean-Claude Adelin als Bertrand Lemartin wurde gesprochen von Udo Schenk
- Jean-Louis Grinfeld als Maître Blanche wurde gesprochen von Rüdiger Evers
- Claude Duneton als Prediger/Priester wurde gesprochen von Peter Matic
- Isabelle Nanty als die Amme wurde gesprochen von Marina Krogull
- Roseline Villaume als Marie wurde gesprochen von Katja Nottke
- Maïté Maillé als „die Dunkle“ wurde gesprochen von Alexandra Lange
- Alban Guilhe als die Einsiedlerin wurde gesprochen von Evelyn Maron
- Vincent Saint-Quen als Vater von François als er ein Kind war wurde gesprochen von Joachim Tennstedt
- François Hadji-Lazaro als Pfarrer, der sich aus dem Krieg zurückzieht, wurde gesprochen von Andreas Mannkopff

## Rezeption

### Kritik
Das Lexikon des internationalen Filmsverwies auf die schwierige Thematik und kam zu dem Fazit: „In düsteren Bildern gestaltet, spitzt der in seiner Haltung tief pessimistische Film die existentialistische Verzweiflung drastisch zu, wobei er Thema und Bildsymbolik überstrapaziert und damit an Wirkung verliert. Aus christlicher Perspektive fordert er zum Widerspruch und zur Auseinandersetzung durch ein reifes Publikum heraus.“
Der Kritiker Roger Ebert meinte, wer die Ruinen mittelalterlicher Burgen besuche, frage sich, wie dort Rittertum habe erblühen können. Die Räume seien klein, dunkel und kalt, und die Treppen verschlungene, schmale Anstiege an rauen Felswänden vorbei, die im Winter vor Nässe getropft haben dürften. Nun meine Bertrand Tavernier, die menschliche Natur könne im Zeitalter der Ritterlichkeit ebenso verdorben und pervers gewesen sein wie im Zeitalter Freuds. Tavernier bemühe sich in seinem Film sehr, das Mittelalter so überzeugend wie möglich wiederzugeben. Der Film sei voller Story und Atmosphäre, manche würden sagen, zu voll.
Rita Kempley befasste sich in der Washington Post mit Taverniers Werk und schrieb, Bertrand Tavernier biete in seinem unerbittlich düsteren Film Beatrice eine grausame Vision des französischen Lebens im Mittelalter. Der Regisseur entlarve mit diesem brutalen, zermürbenden Historiendrama den Traum vom Rittertum. Cortemare sei eine äußerst tragische Figur, der jammere, tobe und einfach nur Spaß mache. Nicht einmal eine von Kurosawas Shakespeare-Samurai-Verfilmungen könnte diese Figur enthalten. Delpy sei in dieser schrecklichen Rolle zierlich, traurig und resigniert und überzeugend. Die Dinge seien aber so schrecklich, dass Selbstmord wie ein glückliches Ende des langen Albtraums ihres Leben erscheine. Diesmal sei Taverniers Stärke – die Fähigkeit, uns in seine Welt hineinzuziehen – seine Schwäche. Leider präsentiere er uns Camelot als Jauchegrube.
Ekkehard Knörer stellte in der Filmzeitschrift Cargo fest, der Film biete eine „Welt ohne Kulissen, nur das Land und die Burg, das Treiben der Menschen, das Treiben des Winds, wild-karge Landschaft, wilde-karge Musik von Ron Carter. Natürliches Licht, die Kamera von Bruno de Keyzer“ schweife und fliege, „nicht frei, sondern auf der verzweifelten Suche nach Auswegen, die es nicht“ gebe. „Kino, als Entwurf einer Welt“, sie sei, „wie in allen Historienfilmen Taverniers, von detailreicher Dichte. Hier aber: schroff, verlassen, verloren. Die Passion der Béatrice: Erlösung von der Gewalt bringe nur die Gewalt. Schlussbild: Die Jungfrau, Blut im Gesicht.“
Jonathan Rosenbaum befasste sich mit dem Film für Reader/Chicago Reader und konnte ihm kaum etwas Gutes abgewinnen, der Film biete 128 Minuten Folter in Zeitlupe. Bertrand Taverniers missverstandene Auflistung von Leid und Elend im Mittelalter – insbesondere seine düstere Schilderung von Inzest und Demütigung, nachdem ein Lord (Bernard Pierre Donnadieu) aus dem Hundertjährigen Krieg zurückkehrt, um seine Tochter (Julie Delpy) zu vergewaltigen, seinen Sohn (Nils Tavernier) zu beschimpfen, Gott zu verfluchen und einige andere zu missbrauchen – sei Woody Allens in einer seiner unlustigen, selbstgeißelnden Stimmungen würdig. Rosenbaum war der Meinung, dieser Film sei ein ebenso spießiger und feiger Versuch, etwas Gemeines und Schmutziges zu tun, ohne genau zu wissen, wie oder warum. Eine schöne Originalmusik des Jazz-Bassisten Ron Carter und einige gute Kameraführungen von Bruno de Keyzer würden in einem Kunstfilm verschwendet, der es – wie die schlechtesten von Allen – schaffe, mit seiner unerbittlichen Entschlossenheit, ohne besonderen Grund so deprimierend wie möglich zu sein, zu langweilen und sich in den Zuschauer hineinzubohren.
Auf der Seite Scooby.Net schrieb der Rezensent, dass er bereits nach nur 12 Sekunden geahnt habe, dass ihm eine harte Zeit bevorstehen werde. La Passion Béatrice sei ein eher emotionaler Film als ein psychologisches Werk. Seine Charaktere würden nur von ihren inneren Schwingungen geleitet. Gegen Ende des Films versteige sich François de Cortemart zu sagen, dass er nicht an die Heilige Dreifaltigkeit glaube, weil er nicht an einen Gott glauben könne, der sich erniedrige, dass man von einer Frau geboren werde!! Genau das seien seine Worte.
Die Redaktion von Time Out meinte, der sonst immer gemäßigte Tavernier wende sich in dieser Aufzählung mittelalterlicher Grausamkeiten der dunklen Seite zu. Tavernier habe es genossen, die Einzelheiten dieser freundlosen Welt mit ihrem widerstreitenden Aberglauben nachzubilden. Aber der Film sei unerbittlich brutal und extrem lang.
Robert Horton bewertete den Film für What a Feeling! und führte aus, dass es ein Teil von Taverniers Gabe sei, auch den Vater, der seinen Sohn erniedrige und seine Tochter vergewaltige, nicht nur als Teufel dastehen zu lassen. Zwar sei Beatrice das starke rituelle Herz des Films, die hasserfüllte Gewalt des Vaters aber Teil eines fortwährenden Akts der Selbstzerstörung und da sei es unvermeidlich, dass früher oder später jemand zurückschlage. Tavernier und Kameramann Bruno de Keyzer hätten einen kompromisslos gewöhnlichen Look für das Mittelalter. Es gebe keine strahlenden Sonnenuntergänge über sanften Hügeln; stattdessen sei der Film voller Grau- und Brauntöne und Steinoberflächen, um das Gefühl einer kalten, erdigen Existenz zu verstärken. So habe der Lord, als er seine Vernichtung angestrebt habe, gesagt, er fürchte die Hölle nicht, denn in der lebe er bereits. Es möge unwahrscheinlich klingen, dass Taverniers düstere Vision für einen schönen Kinoabend sorge, aber Beatrice sei wirklich fantasievoll und der Film biete ein faszinierendes Erlebnis beim Anschauen. Dieser Regisseur finde Wege, uns an den seltsamsten Orten zu fesseln, und er scheine noch lange nicht erschöpft zu sein.
Falk Straub beschäftigte sich mit dem Film in Kinozeit und führte aus Bertrand Tavernier gelte als „Chronist des Alltäglichen, dessen Filme – egal ob in der Gegenwart oder weit in der Vergangenheit angesiedelt – häufig einen Generationenkonflikt verhandeln“ würden. Taverniers Historienfilme seien stets „Gegenentwurf zur weichgespülten Hollywood-Variante des Mittelalters“. „Das Heilige und die Barbarei“ lägen „nahe beieinander“. Bruno de Keyzers „ruhige, teils düstere Bilder“ übertrügen „diese Beklemmung auf die visuelle Ebene“. „Der Schlamm in den Straßen“ sei „förmlich greifbar, die Kälte der Gemäuer spürbar.“ Julie Delphy sei in ihrer ersten tragenden Rolle der Titelheldin „grandios“. Bernard-Pierre Donnadieu gebe Delpys Widerpart „als seelenlosen Tyrannen, dem man seine Lieb- und Leblosigkeit schon am leeren Blick“ ansehe.
Der Journalist Walter Goodman befasste sich in der New York Times mit dem Film und stellte fest, dass Bertrand Tavernier in Beatrice viel mittelalterlichen Lebensstil einsetze, möglicherweise, um uns von der gotischen Handlung abzulenken. Die Atmosphäre des Films sei solider als das Geschehen. Schwierig sei es, die schauspielerische Leistung zu beurteilen, da Colo Tavernier-O’Hagens Drehbuch die Hauptdarsteller mit solch eigenartigem Verhalten und absurden Textzeilen belaste. So sage der unversöhnliche François zu seiner Mutter, schon ihr Anblick vernichte jede verbleibende Freude oder seine Mutter habe das Blut der Familie verdorben, der Teufel trinke es und sein Sohn heule dazu in der Nacht. Als Beatrice feststelle, dass sie schwanger sei, teile sie dies ihrem Bruder Arnaud mit den Worten mit, der Vater habe den Samen des Teufels in ihr gesät und bittet ihn, ihr in den Bauch zu treten, was er dann auch tue.

### Auszeichnungen (Auswahl)
César Awards, Frankreich, jeweils nominiert für den César:
- 1988: Julie Delphy in der Kategorie „Vielversprechendste Schauspielerin (Meilleur jeune espoir féminin)“
- 1988: Colo Tavernier in der Kategorie „Bestes Drehbuch, Original oder Adaption (Meilleur scénario, original ou adaptation)“
- 1988: Guy-Claude François in der Kategorie „Bestes Produktionsdesign (Meilleurs décors)“
- 1988: Jacqueline Moreau Gewinnerin in der Kategorie „Bestes Kostümdesign (Meilleurs costumes)“

### Einspielergebnisse
Der Bruttoertrag des Films lag in den USA und Kanada bei 211.821 Dollar. Am Eröffnungswochenende in beiden Ländern spielte er 11.781 Dollar ein. Der weltweite Bruttoertrag lag gleichfalls bei 211.821 Dollar.

## Medien
- Bertrand Tavernier (Regie): Die Passion der Beatrice. Les films de la tour, Paris 1987 (1 Videokass., VHS, 131 Min.)